# تفسير الملا صدرا
تفسير الملا صدرا هو تفسير لبعض الآيات وفق المنهج الفلسفي، من تأليف الملا صدرا .

## المؤلف
ملا صدرا محمد بن إبراهيم القوامي الشيرازي (980هـ-1050هـ / 1572م-1640م)
هو خاتمة حكماء الشيعة جمع بين فرعي المعرفة النظري والعملي. ينسب إليه نهج الجمع بين الفلسفة والعرفان والذي يسمى بالحكمة المتعالية. كان طرحه متطورا جدا وفاق حدود عصره مما صعب على معاصريه أن يقبلوه فلاقى من معاصريه صنوف المضايقات بسبب ذلك فكُفِّر ورمي بأبشع التهم حتى طرد من بلدته، فما كان منه إلا أن هجر القوم إلى القرى النائية منقطعا إلى الرياضة الروحية حتى تجلت له العلوم الباطنية فعاد على البشرية بحكمته المتعالية. يعرف أيضا بـ صدر المتألهين.

## نبذة
من بين تفسيرات القرآن، يعتبر تفسير الملا صدرا تفسير بارز وذا قيمة، أظهرالمؤلف أولاً مناقشة لغوية ودلالية في بداية كل فصل وكل آية، أشار أيضا إلى المشاكل الفلسفية في الآية وبعد ذلك يحاول شرحها.
صنف حسين نصر هذا التفسير على أنه عينة مهمة من التفسيرالهيرمينوطيقي والباطني. 
تستند هذه التفسيرات على مناهج فلسفية وغنوصية وبديهية.
وهو في 8 مجلدات

## محتويات
يتعلق الجزء الأول بتفسيرات سورة الفاتحة أشار أيضا إلى بعض الروايات المتعلقة بسورة الفاتحة.  الجزء الثاني يختص بتفسير سورة البقرة من الآية 1 إلى الآية 22.
و المجلدان الثالث والرابع يتعلقان بأبواب سورة البقرة. فسر الملا صدرا الآية 45 مشيراً إلى معنى ومفهوم التناسخ وتفسيراته، وذكر مقاصد الآية. 
في المجلد الخامس، فسر آيتين بارزتين، وهما آية الكرسي وآية النور.
وفي المجلد السادس تفسير لسورة السجدة ، و بدءاً بالمواضيع الدلالية والنظر في المشاكل الفلسفية. 
كرس مجلديه السابع والثامن لتفسير سورة ياسين.  أما التفسيرات الأخرى فهي كالتالي: تفسير سورة 56 (الواقعة) ، سورة 57 (الحديد). سورة 62 (الجمعة). سورة 65 (الطلاق). سورة 86 (الطارق). سورة 87 (الأعلى). سورة 93 (الضحى) ، سورة 99 (الزلزال). 